# Estado de Alarma (Spanien)
Der estado de alarma (zu deutsch: Alarmzustand) ist in der spanischen Verfassung eine Ausnahmeregelung, welche erklärt wird, um die Wiederherstellung der Normalität der Mächte in einer Gesellschaft zu gewährleisten.
Die spanische Regierung kann mit den ihr durch Artikel 116.2 der Verfassung übertragenen Befugnissen im gesamten Staatsgebiet oder in einem Teil davon den Alarmzustand ausrufen, wenn eine der folgenden schwerwiegenden Störungen der Normalität eintritt:
- Schweres Risiko, Katastrophe oder öffentliches Unglück, wie Erdbeben, Überschwemmungen, Stadt- und Waldbrände oder schwere Unfälle.
- Gesundheitskrisen, wie Epidemien und schwere Verschmutzungen.
- Situationen des Mangels an Grundbedarfsgütern.
- Unterbrechung wesentlicher öffentlicher Dienstleistungen für die Gemeinschaft und alle oben genannten Umstände oder Situationen.

Der Alarmzustand wird von der Regierung durch ein Dekret erklärt, das im Ministerrat für einen Zeitraum von höchstens 15 Tagen vereinbart wird, wobei der Kongress der Abgeordneten informiert wird, der zu diesem Zweck unverzüglich zusammentritt und ohne dessen Genehmigung diese Frist nicht verlängert werden kann, und der Umfang und die während der Verlängerung geltenden Bedingungen festgelegt werden. Das Dekret bestimmt den territorialen Anwendungsbereich, auf den die Wirkungen der Erklärung ausgedehnt werden.
Beschränkung der Rechte durch Gesetzesdekrete, geregelt in Art. 11 des Organgesetzes 4/1981 vom 1. Juni 1981 über Alarm-, Ausnahme- und Belagerungszustände:
- Der Verkehr oder der Aufenthalt von Personen oder Fahrzeugen kann zu bestimmten Zeiten und an bestimmten Orten eingeschränkt oder von der Erfüllung bestimmter Anforderungen abhängig gemacht werden.
- Es können vorübergehend alle Arten von Gütern angefordert und zivile Dienstpflichten auferlegt werden.
- Industrien, Fabriken, Werkstätten, Betriebe oder Räumlichkeiten aller Art können vorübergehend besetzt werden, mit Ausnahme von Privatwohnungen, und die betroffenen Ministerien müssen benachrichtigt werden.
- Die Inanspruchnahme von Dienstleistungen oder der Verbrauch von Grundbedarfsgütern kann begrenzt oder rationiert sein.
- Es können die notwendigen Anordnungen getroffen werden, um die Versorgung der Märkte und den Betrieb der betreffenden Dienstleistungen und Produktionszentren sicherzustellen.

## Bisherige Alarmzustände in Spanien

### Fluglotsen-Krise 2010
Am Samstag, dem 4. Dezember 2010, um 12:30 Uhr erklärte die spanische Regierung zum ersten Mal seit der Rückkehr der demokratischen Ordnung im Land anlässlich der Sperrung des Luftraums aufgrund des Fluglotsenstreiks landesweit den Alarmzustand. Die Regierung behauptete, es handele sich um eine grundlegende öffentliche Dienstleistung, die den Bürgern und der Wirtschaft des Landes schweren Schaden zufüge.
Mehr als 600.000 Menschen waren betroffen, was zu einem Geschäftsverlust für die Tourismusunternehmen führte. Daher mobilisierte die Regierung gemäß Artikel 11 des Organgesetzes 4/1981 vom 1. Juni 1981 über die Alarm-, Ausnahme- und Belagerungszustände die Fluglotsen, die für die Dauer des Staates als Militärpersonal galten. Aus diesem Grund hätten sie, wenn sie ihre Arbeit nicht wieder aufgenommen hätten, schwere Gefängnisstrafen wegen Missachtung der Befehle eines Militärkommandos und wegen Desertion zu erwarten gehabt.
Am 14. Dezember ersuchte der Ministerrat den Abgeordnetenkongress, den Ausnahmezustand bis zum 15. Januar um Mitternacht zu verlängern, was er auch tat. Folglich stimmte die Regierung der Verlängerung zu, und der Alarmzustand wurde am 16. Januar 2011 um 00:00 Uhr aufgehoben.

### Gesundheitskrise der Coronavirus-Pandemie 2020
Am Freitag, dem 13. März 2020, kündigte Premierminister Pedro Sánchez in einer institutionellen Erklärung zum zweiten Mal in der jüngeren Geschichte des Landes den Alarmzustand als außerordentliche Maßnahme zur Eindämmung der Pandemie der Coronavirus-Krankheit (COVID-19) an, die Spanien seit Mitte Februar heimgesucht hatte und die ab dem folgenden Tag, Samstag, dem 14. März, umgesetzt wurde.
Zum Zeitpunkt der Veröffentlichung der Ankündigung gab es in Spanien mehr als 4200 positive Fälle und 120 Todesfälle, wobei die Gemeinschaft Madrid mit mehr als der Hälfte der positiven Fälle und 64 Todesfällen die am stärksten betroffene Region des Landes war. Die autonome Regierung hat systematisch Hotels und Unternehmen geschlossen und nur Apotheken und Grundnahrungsmittelgeschäfte geöffnet gelassen.
Stunden vor der Ankündigung dieser Maßnahme wurden die vom außerordentlichen Ministerrat gebilligten Dringlichkeitsmaßnahmen veröffentlicht, die per Erlass im  Gesetz- und Amtsblatt des spanischen Staates, Boletín Oficial del Estado (BOE), veröffentlicht wurde und Maßnahmen wie die Verschiebung der Steuerzahlung für Unternehmen, KMU und Selbstständige bis zum 30. Mai um sechs Monate mit einer dreimonatigen Nachfrist beinhaltete.
Die Regierung änderte auch das Gesetz 50/1997 vom 27. November 1997 und fügte eine erste Schlussbestimmung hinzu, die besagt, dass im Falle von Ausnahmesituationen und wenn es die Art der Krise erfordert, der Regierungspräsident mit Begründung beschließen kann, dass der Ministerrat, die Regierungsdelegiertenausschüsse und der Allgemeine Ausschuss der Staatssekretäre und Unterstaatssekretäre Sitzungen abhalten, Beschlüsse fassen und Protokolle aus der Ferne auf elektronischem Wege genehmigen können, sofern sich die betroffenen Mitglieder auf spanischem Hoheitsgebiet befinden und ihre Identität feststeht. Für diese Zwecke gelten Audio- und Videokonferenzen als gültige elektronische Mittel, eine Maßnahme, die ergriffen wurde, nachdem zwei Regierungsminister, die Ministerin für Gleichberechtigung, Irene Montero, und die Ministerin für Territorialpolitik und öffentliche Funktionen, Carolina Darias, positiv auf COVID-19 getestet wurden.
In der institutionellen Erklärung vom Samstag, dem 14. März, bestätigte der Regierungspräsident die Billigung des Alarmzustands, der als außerordentliche Maßnahme die Beschränkung der Bürgerbewegungen auf dem gesamten Staatsgebiet hinzufügte, die zum Zeitpunkt der Veröffentlichung im BOE am selben Tag in Kraft trat.
Am 24. März 2020 beantragte die Regierung im Einvernehmen mit dem Ministerrat beim Kongress der Abgeordneten, die Verlängerung des Alarmzustands bis zum 12. April 2020 um 00:00 Uhr zu genehmigen, um die wirksame Bewältigung des Gesundheitsnotstands zu gewährleisten und die Ausbreitung der Krankheit einzudämmen. Das Plenum des Kongresses der Abgeordneten stimmte in seiner Sitzung vom 25. März der Erteilung der erforderlichen Genehmigung zu, die am Tag ihrer Veröffentlichung im BOE am 28. März in Kraft trat.
Am 7. April 2020 ersuchte die Regierung den Abgeordnetenkongress durch ein Abkommen des Ministerrats, die Verlängerung des Alarmzustands abermals bis zum 26. April 2020 um 00:00 Uhr zu genehmigen, um die wirksame Bewältigung des Gesundheitsnotstands zu gewährleisten und die Ausbreitung der Krankheit einzudämmen.
Am 18. April 2020 kündigte Pedro Sánchez eine erneute Verlängerung des Alarmzustands (es handelte sich um die dritte Verlängerung) bis zum 9. Mai 2020 an. Am 22. April 2020 stimmte der Kongress der Abgeordneten der Verlängerung des Alarmzustands zu, wobei 269 Abgeordnete für die Verlängerung stimmten, 60 dagegen, 21 enthielten sich der Stimme oder stimmten nicht ab.